# Alfred T. MacFarland
Alfred Towson MacFarland (geboren am 23. April 1917 in Lebanon, Tennessee; gestorben am 7. Juni 2006 in Castalian Springs, Tennessee) war ein amerikanischer Anwalt, Abgeordneter und Regierungsbediensteter. Von 1972 bis 1977 war er Mitglied der Regulierungsbehörde Interstate Commerce Commission.

## Leben
Alfred T. MacFarland wurde als sechster Sohn des Ehepaares Lon P. MacFarland und Elisabeth Crowe MacFarland geboren. Er besuchte die öffentlichen Schulen in Leeville, Nashville (Knox School) und Mount Juliet. 1935 beendete er seine Ausbildung an der Lebanon High School. Anschließend studierte er an der Vanderbilt University und an der University of Alabama in Tuscaloosa. Diese schloss er am 17. August 1940 mit dem Bachelor of Arts ab. Sein anschließendes Studium an der Cumberland University Law School schloss er am 9. Juni 1941 mit dem Bachelor of Laws ab. Diesen Abschluss ersetzte er mit dem Juris Doctor vom 7. April 1969 an der Samford University in Birmingham.
Nach dem Studium war er vom 23. Juni 1941 bis zum 11. Oktober 1941 im U. S. Marine Corps Reserve eingeschrieben und wurde ehrenhaft entlassen. Vom 8. Oktober 1948 bis zum 1. Dezember 1957 wurde er als First Lieutenant des U. S. Marine Corps geführt.
Von März 1942 bis 1948 arbeitete er in der Anwaltskanzlei des Dekans der Rechtswissenschaften an der Cumberland University Sam B. Gilreath. Anschließend war er Mitglied in einer anderen Kanzlei, bevor er 1958 seine eigene Praxis eröffnete.
Von 1945 bis 1947 vertrat er als Abgeordneter das Wilson County im Repräsentantenhaus von Tennessee. Danach lehrte er von 1947 bis 1948 Recht an der Cumberland University. Von 1951 bis 1953 war er Staatssenator für die Countys Wilson und Smith. Für die Tennessee Public Service Commission war von 1951 bis 1955 leitender Rechtsberater.
Ab 1959 bis 1961 war er Mitglied im Kabinett des Gouverneurs Buford Ellington und für die Einnahmen (Commissioner of Revenue) zuständig. Außerdem war er Vorsitzender des State Board of Equalization und Mitglied der Boards für Öl und Gas sowie Rechtsansprüche.
Am 23. März 1972 wurde er von US-Präsident Richard Nixon als demokratischer Nachfolger des Demokraten John W. Bush in der Interstate Commerce Commission nominiert. Da MacFarland 1970 im Wahlkampf um den Sitz im US-Senat den Republikaner Bill Brock gegen den demokratischen Amtsinhaber Albert Gore senior sowie den Präsidentschaftswahlkampf von Nixon unterstützt hatte, galt er vielen demokratischen Abgeordneten als Republikaner. Nach einer Kontroverse im US-Senat wurde die Berufung Mitte Oktober bei 9 zu 9 Stimmen abgelehnt. Schließlich erfolgte am 1. November 1972 die Interims-Berufung (Recess appointment) durch Präsident Nixon. Sein Vorgänger John Bush (dessen Ehefrau beim Democratic National Committee arbeitete) gab jedoch an, dass er weiterhin im Amt sei und somit die Interims-Berufung unzulässig sei. Unmittelbar nach der Nominierung MacFarlands wurde Bushs Büro zwangsgeräumt. Am 7. Februar 1973 wurde MacFarland vom Präsidenten erneut nominiert, dieses Mal als unabhängiger Kandidat. Am 3. April 1973 wurde er schließlich vom Senat für eine Amtszeit bis zum 31. Dezember 1978 bestätigt. Am 19. April 1973 trat er sein Amt an. Am 10. November 1977 trat er zurück, sein Nachfolger wurde Marcus Alexis.
Fortan war er wieder als Anwalt in Lebanon tätig und bewirtschaftete die familieneigene Farm in Castalian Springs.
Er war seit dem 5. Oktober 1952 verheiratet. Das Ehepaar hatte drei Kinder.